# Camille Petit
Pour les articles homonymes, voir Petit.
Pour l’article homonyme, voir Camille Petit (chimiste).
Camille Petit, né le 2 avril 1912 à Saint-Esprit (Martinique) et mort le 2 août 1993 à Paris, est un homme politique français.

## Biographie
Camille Petit est médecin de profession. Sur le plan politique, il est le pionnier du mouvement gaulliste en Martinique. En 1958, il participe à la création officielle de la fédération de l'Union pour la nouvelle République (UNR) de la Martinique dont il deviendra le secrétaire départemental de 1958 à 1965. L'UNR de la Martinique va dès sa création défendre avec acharnement l'assimilation complète de la Martinique à la France et le statut de département d'outre-mer.
Camille Petit, grand admirateur du général de Gaulle et assimilationniste convaincu va notamment s'opposer aux autonomistes et indépendantistes, favorables à une évolution statutaire. Il montra durant toute sa carrière politique son attachement indéfectible à la nation française et aux valeurs républicaines.
Le 15 avril 1982, il est réélu président du conseil régional de la Martinique.
Il ne se représente pas lors des municipales de 1983.
Camille Petit, malade, meurt à l'âge 81 ans.
Il est le grand-père de Maud Petit,,,.

## Détail des fonctions et des mandats

### Mandats locaux
- 1953 - 1959 : Conseiller municipal de Fort-de-France
- 1959 - 1965 : Maire de Grand'Rivière
- 12 février 1969 - 13 mars 1983 : Maire de Sainte-Marie
- 1955 - 1959 : Conseiller général du canton de Grand'Rivière
- 1959 - 1967 : Conseiller général du canton de Fort-de-France-1
- 1974 - 1983 : Président du conseil régional de la Martinique

### Mandats parlementaires
- 5 mars 1967 - 30 mai 1968 : Député de la 1re circonscription de la Martinique[9]
- 23 juin 1968 - 1er avril 1973 : Député de la 1re circonscription de la Martinique[10]
- 4 mars 1973 - 2 avril 1978 : Député de la 1re circonscription de la Martinique[11]
- 12 mars 1978 - 22 mai 1981 : Député de la 1re circonscription de la Martinique[12]
- 21 juin 1981 - 1er avril 1986 : Député de la 1re circonscription de la Martinique[13]